# Socialministre fra Færøerne
Socialministeren (færøsk: landsstýrismaðurin í almannamálum eller almannamálaráðharrin eller hvis det er en kvinde: landsstýriskvinnan í almannamálum) er siden 1968 en ministerpost i Færøernes regering. Sociale sager har kun ved to anledninger haft eget ministerium, og har som regel været samlet med anliggender som sundhed og arbejde. 
| Periode   | Navn                              | Parti                     | Ministerium                                                          |
| --------- | --------------------------------- | ------------------------- | -------------------------------------------------------------------- |
| 1968–1975 | Jacob Lindenskov                  | Javnaðarflokkurin         | Arbejds-, social- og industriministeriet                             |
| 1975–1979 | Finnbogi Ísakson                  | Tjóðveldisflokkurin       | Skole-, bolig- og trafikministeriet                                  |
| 1979      | Jacob Lindenskov                  | Javnaðarflokkurin         | Sundheds-, social-, industri- og justisministeriet                   |
| 1979–1981 | Vilhelm Johannesen                | Javnaðarflokkurin         | Sundheds-, social-, industri- og justisministeriet                   |
| 1981–1985 | Eilif Samuelsen                   | Sambandsflokkurin         | Skole-, social- og energiministeriet                                 |
| 1985–1988 | Niels Pauli Danielsen             | Kristiligi Fólkaflokkurin | Social- og kommunalministeriet                                       |
| 1988–1989 | Karolina Petersen                 | Framsóknarflokkurin       | Social- og kommunalministeriet                                       |
| 1989      | Tordur Niclasen                   | Kristiligi Fólkaflokkurin | Social- og sundhedsministeriet                                       |
| 1991–1994 | Jóannes Eidesgaard                | Javnaðarflokkurin         | Social-, sundheds- og arbejdsministeriet                             |
| 1994–1996 | Andrias Petersen                  | Javnaðarflokkurin         | Social- og sundhedsministeriet                                       |
| 1996      | Axel H. Nolsøe                    | Verkamannafylkingin       | Social-, sundheds-, arbejds-, sikkerheds-, lov- og politiministeriet |
| 1996–1998 | Kristian Magnussen                | Verkamannafylkingin       | Social-, sundheds-, arbejds-, sikkerheds-, lov- og politiministeriet |
| 1998      | Óli Jacobsen                      | Verkamannafylkingin       | Social-, sundheds-, arbejds-, sikkerheds-, lov- og politiministeriet |
| 1998–2001 | Helena Dam á Neystabø             | Sjálvstýrisflokkurin      | Social- og sundhedsministeriet                                       |
| 2001–2002 | Sámal Petur í Grund               | Sjálvstýrisflokkurin      | Social- og sundhedsministeriet                                       |
| 2002–2003 | Páll á Reynatúgvu                 | Tjóðveldisflokkurin       | Socialministeriet                                                    |
| 2004–2008 | Hans Pauli Strøm                  | Javnaðarflokkurin         | Social- og sundhedsministeriet                                       |
| 2008–2011 | Rósa Samuelsen                    | Sambandsflokkurin         | Socialministeriet                                                    |
| 2011–2015 | Annika Olsen                      | Fólkaflokkurin            | Socialministeriet                                                    |
| 2015–2019 | Eyðgunn Samuelsen                 | Javnaðarflokkurin         | Socialministeriet                                                    |
| 2019–2023 | Elsebeth Mercedis Gunnleygsdóttur | Fólkaflokkurin            | Socialministeriet                                                    |